# Гидросальпинкс
Гидросальпинкс (от др.-греч. ὕδωρ — «вода» и σάλπιγξ — «труба») — скопление в маточной трубе женщин прозрачной жидкости бледно-жёлтого цвета (транссудата) вследствие нарушения в трубе крово- и лимфообращения при её воспалении — сальпингите.
Фаллопиева труба при этом увеличивается в размерах, возможен её перекрут. В последнем случае проводится хирургическое лечение — экстренная сальпингэктомия.